# Sergio Campana (football)
Pour les articles homonymes, voir Sergio Campana et Campana (homonymie).
Pour le pilote automobile, voir Sergio Campana (pilote automobile)
Sergio Campana (né le 1er août 1934 et mort le 19 juillet 2025,) est un avocat italien, auparavant footballeur professionnel qui évolue au poste d'attaquant entre 1953 et 1967. Il est le premier président de l'Association des footballeurs italiens (AIC), de 1968 à 2011,.
En 2017, il est intronisé au Temple de la renommée du football italien.

## Biographie
De 1962 à 1967, il dispute avec le Vicenza Calcio 92 matchs en Serie A italienne, inscrivant sept buts.